# Божикова (Свентокшиське воєводство)
Божикова (пол. Borzykowa) — село в Польщі, у гміні Хмельник Келецького повіту Свентокшиського воєводства.
Населення — 315 осіб (2011).
У 1975-1998 роках село належало до Келецького воєводства.

## Демографія
Демографічна структура на день 31 березня 2011 року:
|          | Загалом | Допрацездатний вік | Працездатний вік | Постпрацездатний вік |
| -------- | ------- | ------------------ | ---------------- | -------------------- |
| Чоловіки | 169     | 36                 | 111              | 22                   |
| Жінки    | 146     | 30                 | 71               | 45                   |
| Разом    | 315     | 66                 | 182              | 67                   |